# Света Троица (Караполци)
„Света Троица“ е българска православна църква в софийското село Караполци. Храмът е част от Софийската епархия.

## История
Храмът е построен в 1921 година в северозападния край на селото. Изписан е от майстор Йото Недялков. Иконостасът е дело на дебърски майстори от рода Филипови.